# Brachygalba
Brachygalba is een geslacht van vogels uit de familie glansvogels (Galbulidae). Het geslacht telt vier soorten.

## Soorten
- Brachygalba salmoni – Zwartrugglansvogel
- Brachygalba goeringi – Grijskopglansvogel
- Brachygalba lugubris – Bruinkeelglansvogel
- Brachygalba albogularis – Witkeelglansvogel